# Prangli
Prangli (suec: Vrangö) és una illa d'Estònia al Golf de Finlàndia.

## Geografia
Prangli forma part de la comuna de Viimsi i té una població d'uns vuitanta habitants durant tot l'any, que es duplica durant l'estiu.
Prangli es troba a uns 9 quilòmetres de la península de Viimsi. Prangli fa 5,75 quilòmetres de llarg i té una superfície de 6,44 km². El sòl de l'illa és principalment de morrena. Les platges de l'illa són rocoses a l'oest i sorrenques a l'est.
Kullamägi, el punt culminant de l'illa, se situa a 9 metres d'altitud. Prangli té diversos blocs erràtics, dels quals els més grans són Punane kivi i Kotkakivi. La major part de l'illa està coberta d'un bosc de pins, però també hi ha praderies costaneres i bosquets. Amb les illes d'Aksi i de Keri, Prangli forma l'eix del golf de Finlàndia.
El petit port de Kelnase permet connectar l'illa amb el de Leppneeme al continent. S'hi troba un far, construït el 1923. Il·luminat primer amb gas, ara funciona amb energia solar.

## Història
L'illa de Prangli va emergir fa uns 3.500 anys. L'illa es menciona en fonts escrites per primera vegada el 1387 amb el nom de Rango. La referència prové del text amb el qual la mansió de Kallavere va obtenir drets de pesca a l'illa. No queda clar per la font si l'illa estava habitada o no. L'illa probablement estava habitada per parlants de suec als segles segle xiii o segle xiv. Més tard, pescadors i caçadors de foques estonians i finlandesos van arribar a l'illa. Els suecs i altres residents es van convertir en estonians al segle segle xvii
Entre els anys 1397 i 1549, l'illa va pertànyer a la casa de Maardu i després, fins al 1847, a la casa d'Haljava. Del 1847 al 1899, l'illa va pertànyer a comerciants de Tallinn. El 1848, es va inaugurar l'església consagrada a sant Llorenç, construïda amb fustes importades de Sipoo a Finlàndia.
El 1934, l'illa tenia 469 habitants. El 1941, el vaixell de vapor estonià Eestirand va naufragar davant de la costa de l'illa de Prangli després d'un atac aeri alemany. L' Eestirand formava part d'una flota de vaixells que transportaven tropes soviètiques a Leningrad durant l'evacuació soviètica de Tallinn. La tripulació i els reclutes estonians van aconseguir desarmar el personal militar soviètic a bord del vaixell i prendre el control de l'illa, hissant la bandera de la República d'Estònia a un pi alt. La revolta va salvar aproximadament 2.700 reclutes, la majoria dels quals eren estonians, de ser mobilitzats a Leningrad. Després de la guerra, es va col·locar un monument commemoratiu a l'illa en honor dels que van morir en la tragèdia.
Després de la Segona Guerra Mundial, l'illa, amb la resta d'Estònia, va ser ocupada per la Unió Soviètica. El 1949, es va establir un kolkhoz anomenat Noor-Kaardiväg a l'illa, que el 1961 es va fusionar amb el kolkhoz de pesca de Kirov. El 1994, 146 persones vivien a l'illa. Avui dia, hi ha menys de 100 residents permanents, tot i que n'hi ha 135 registrats a l'illa.

## Galeria

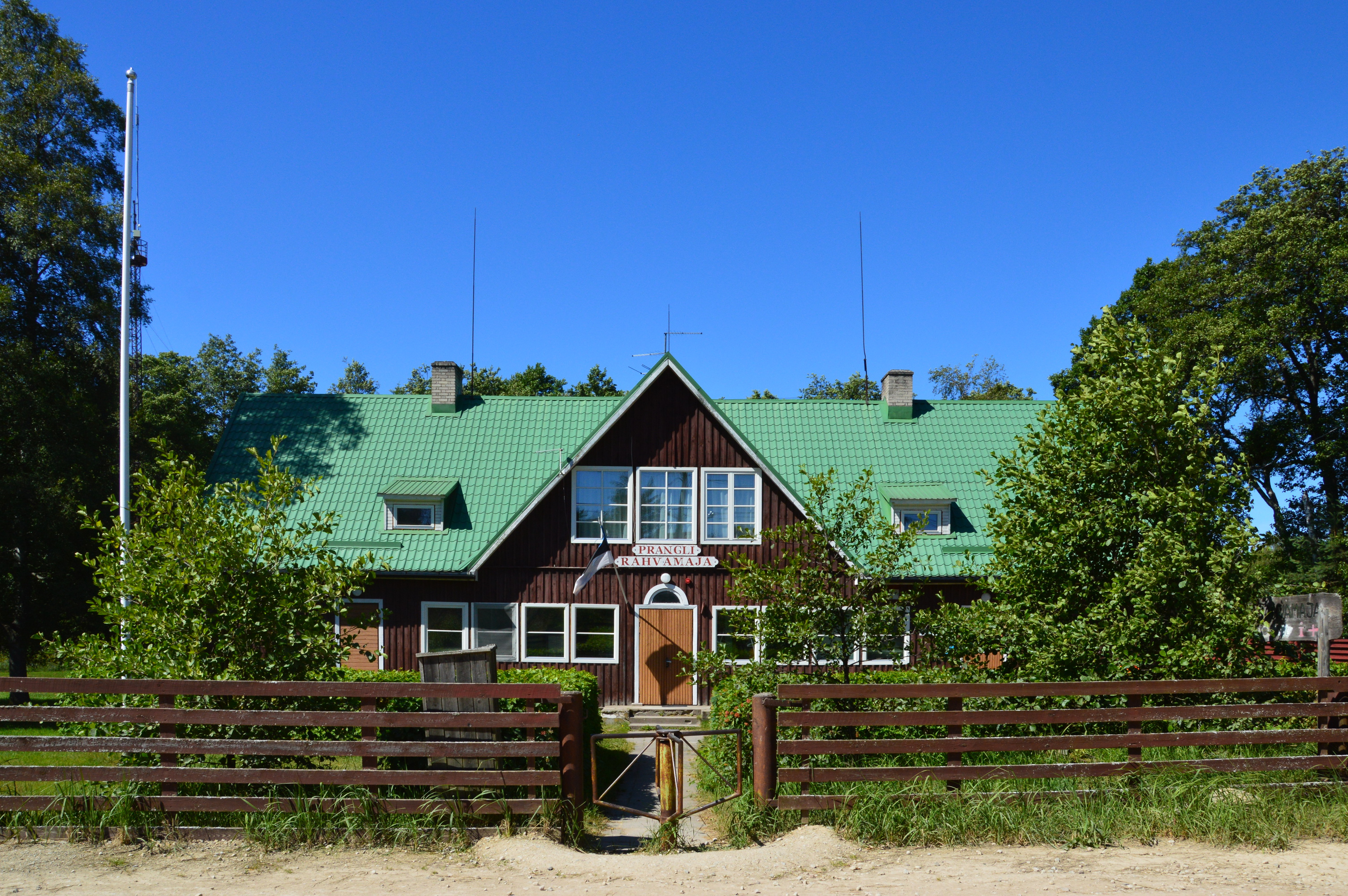
Casa de cultura
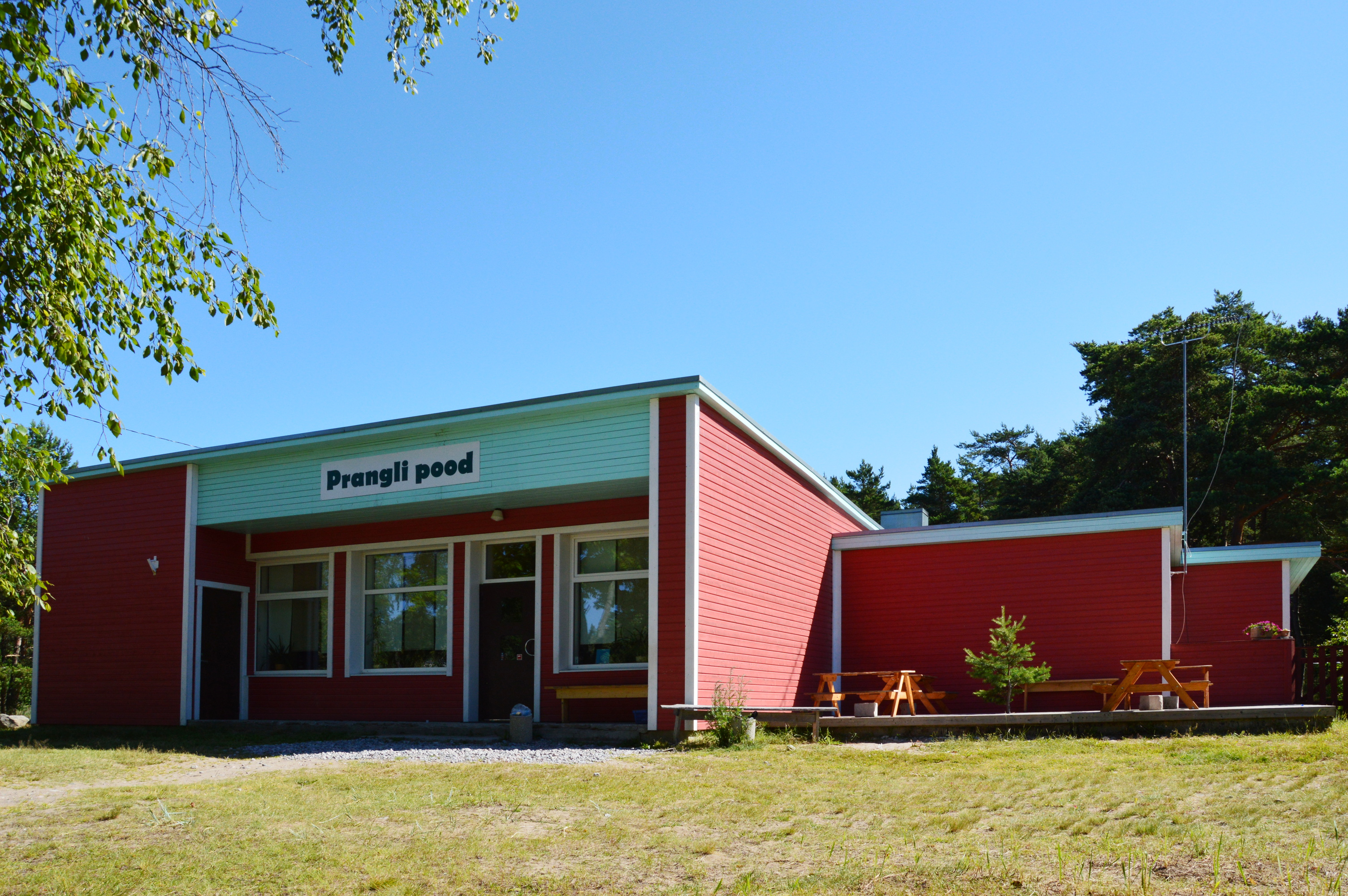
Botiga local
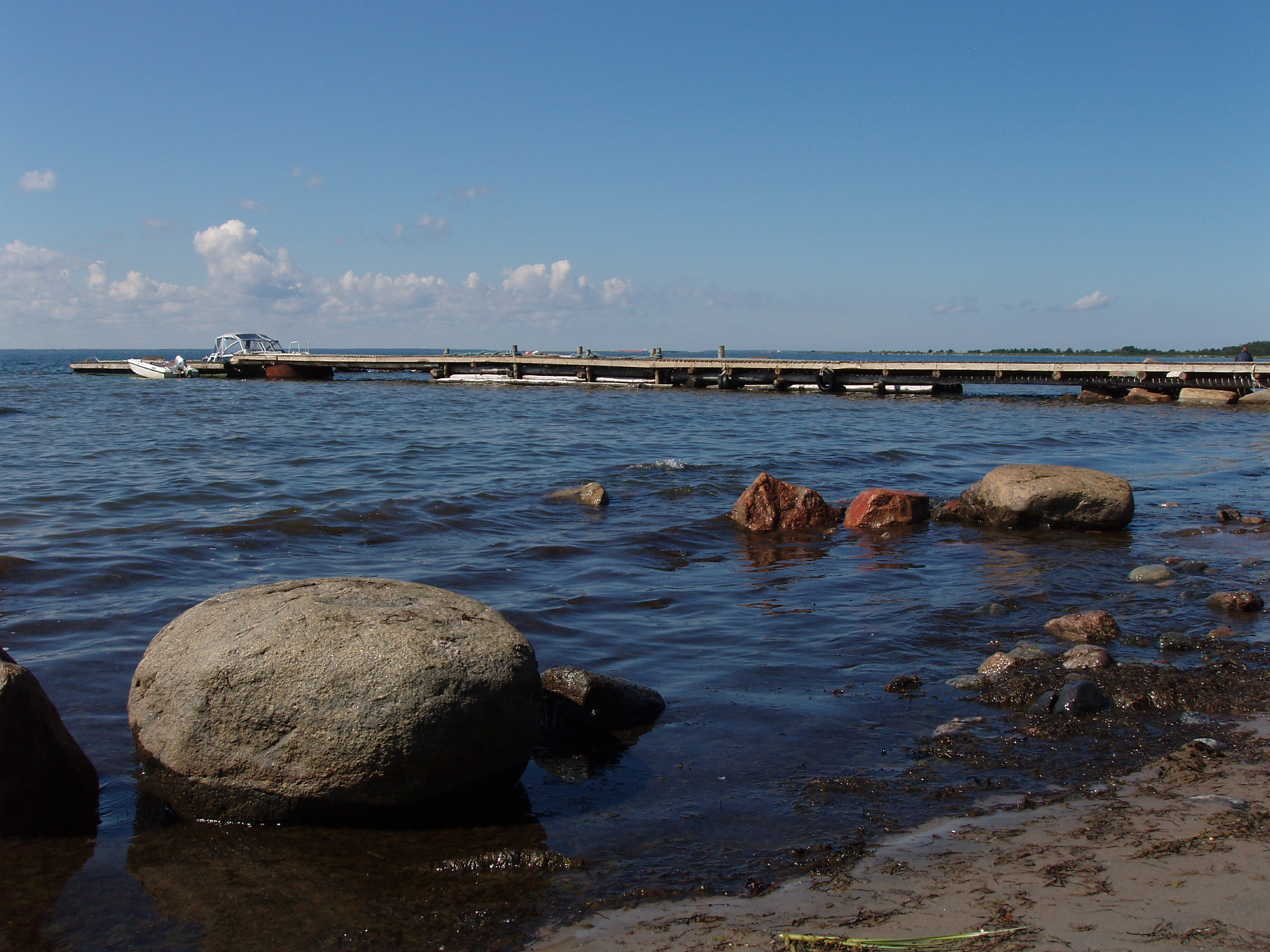
Port de Mälgi
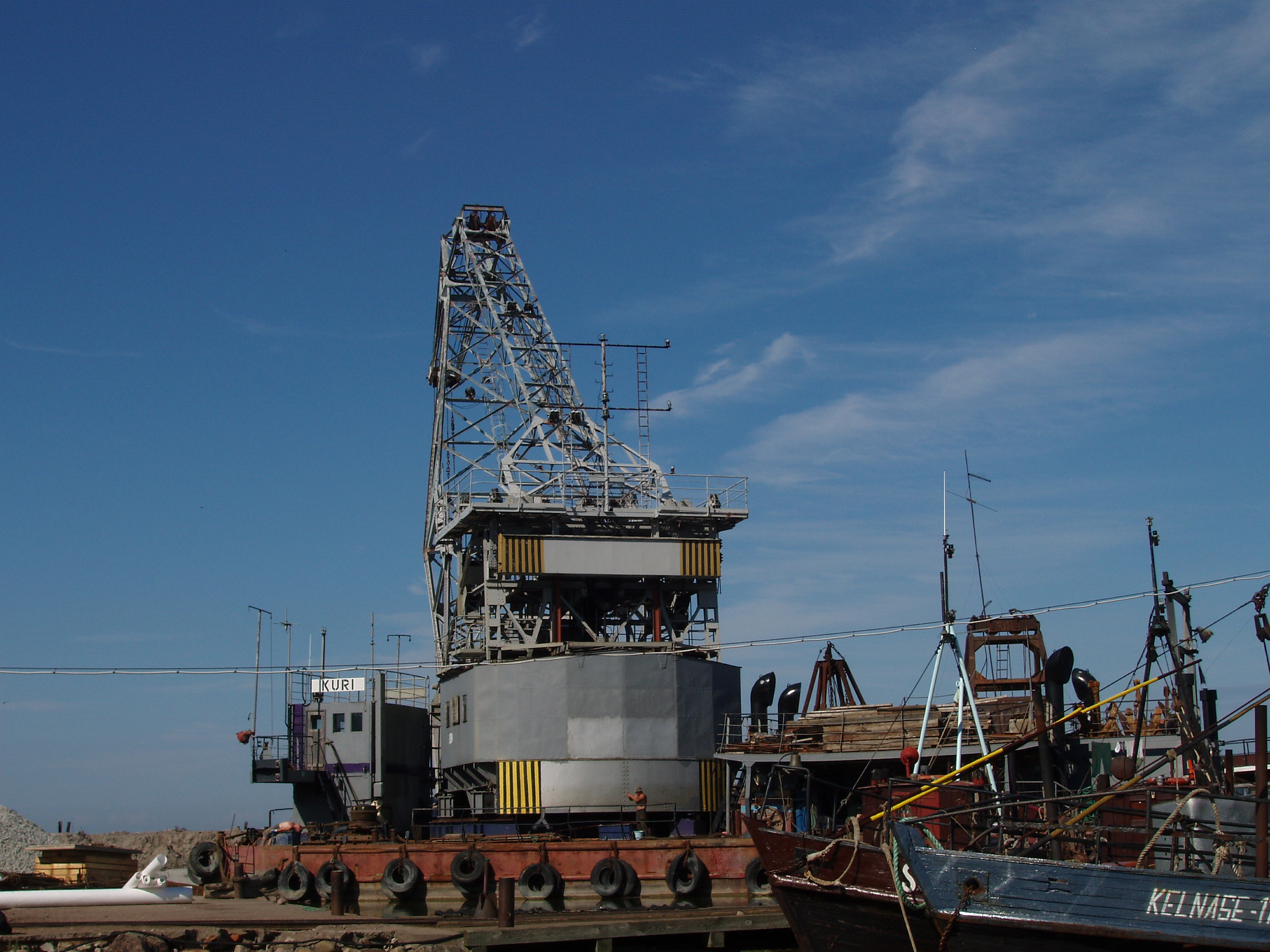
Port de Kelnase
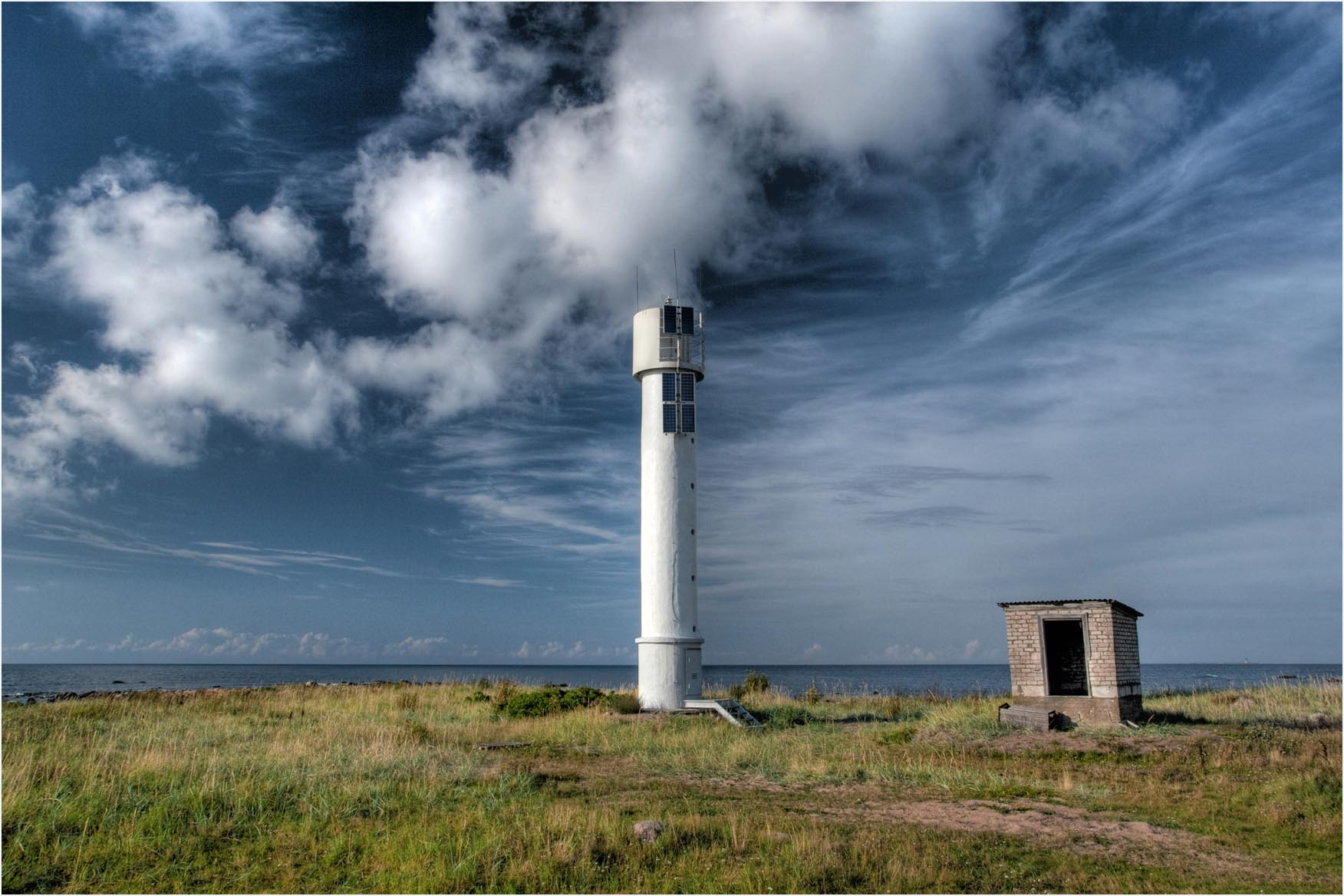
Fanal NW de Prangli
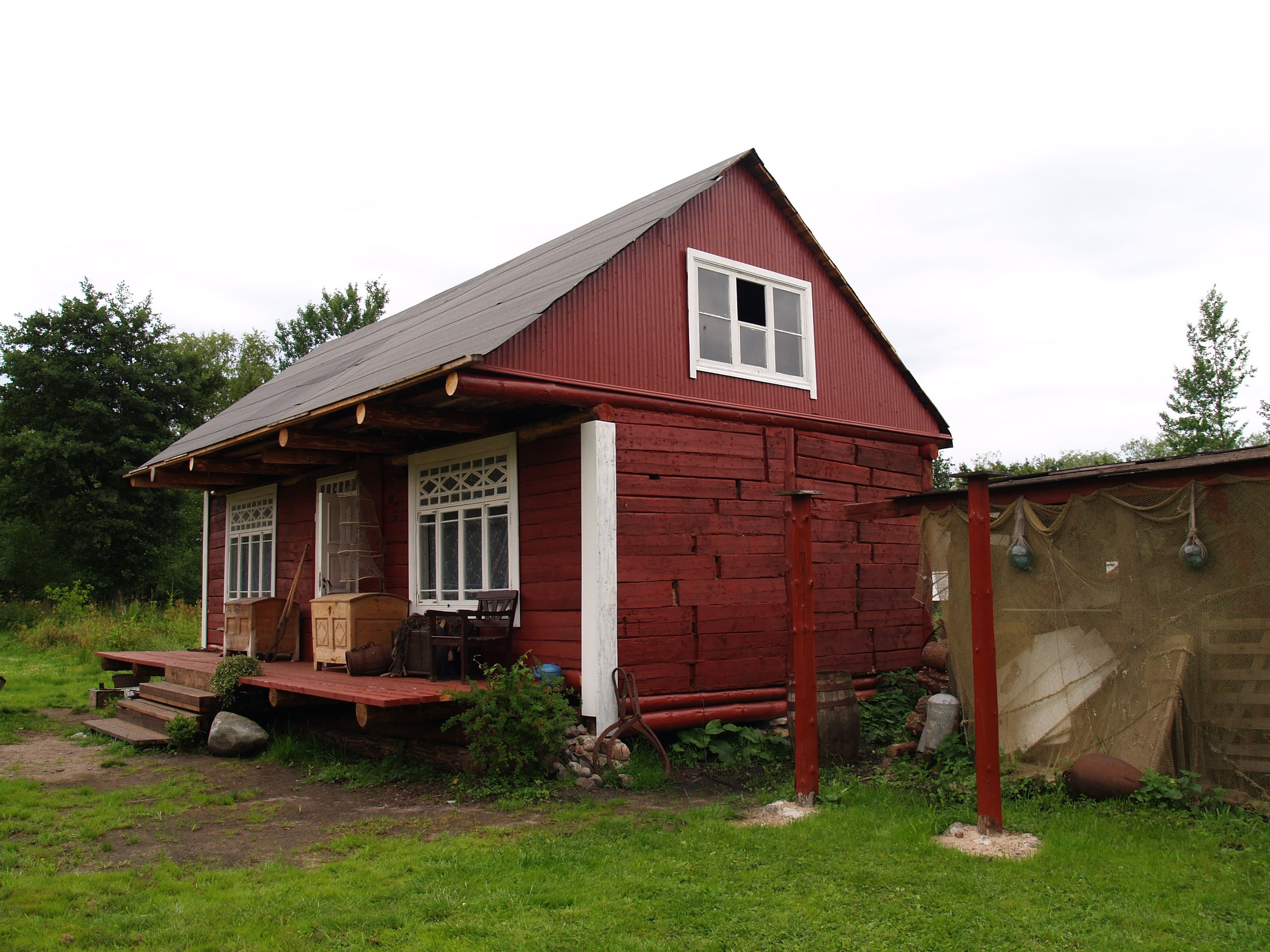
Museu
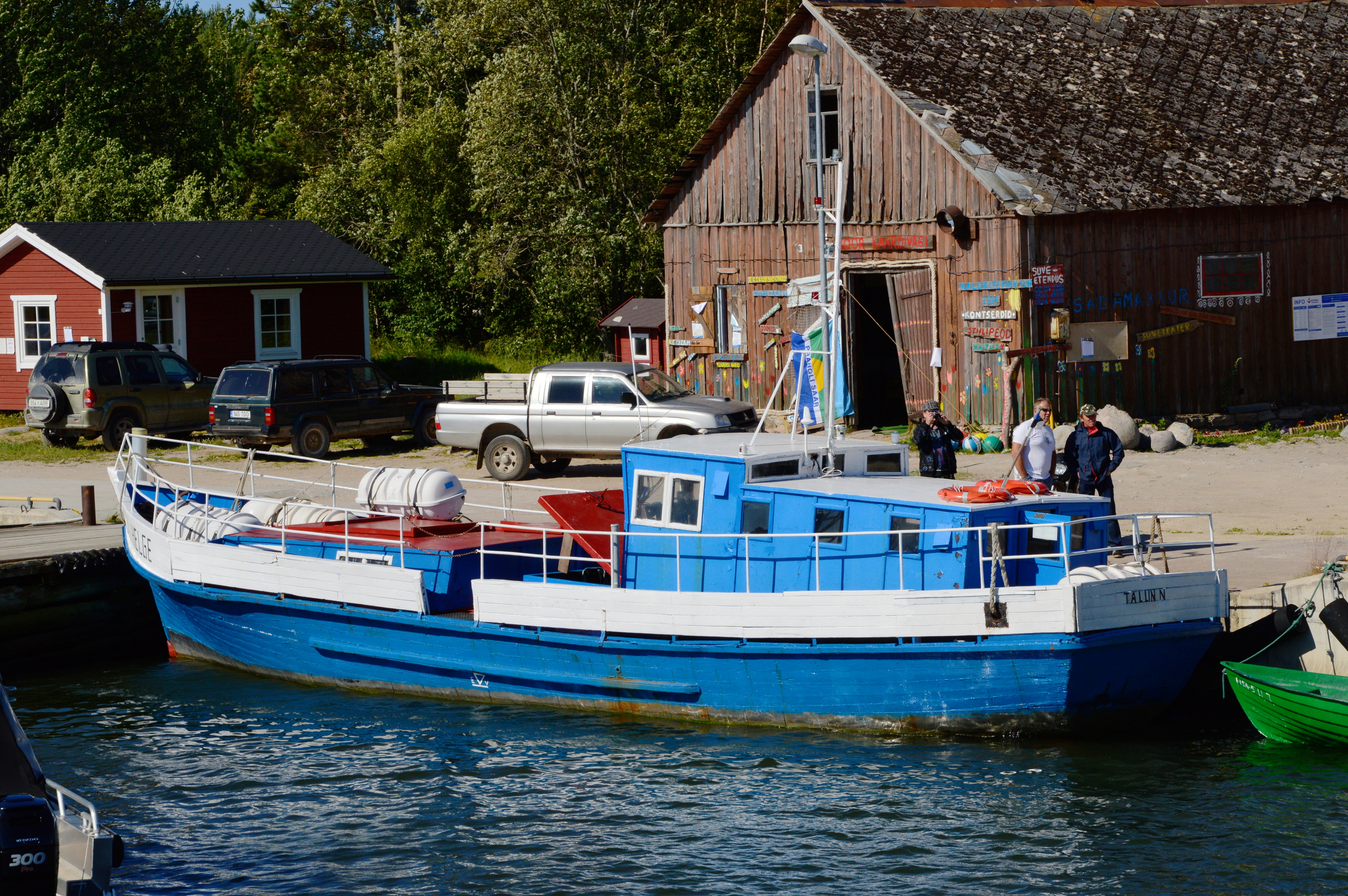
Barca
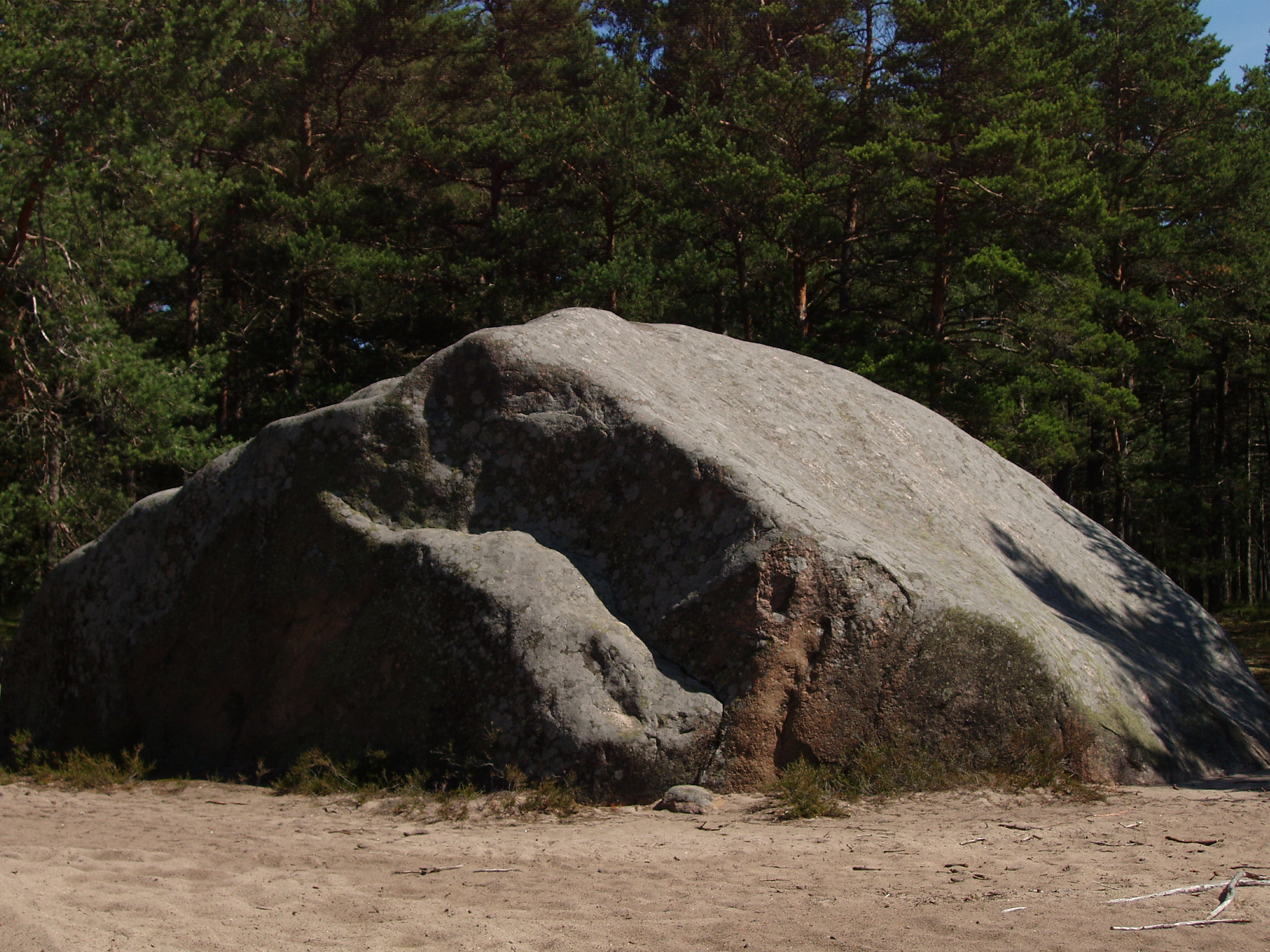
Punane kivi
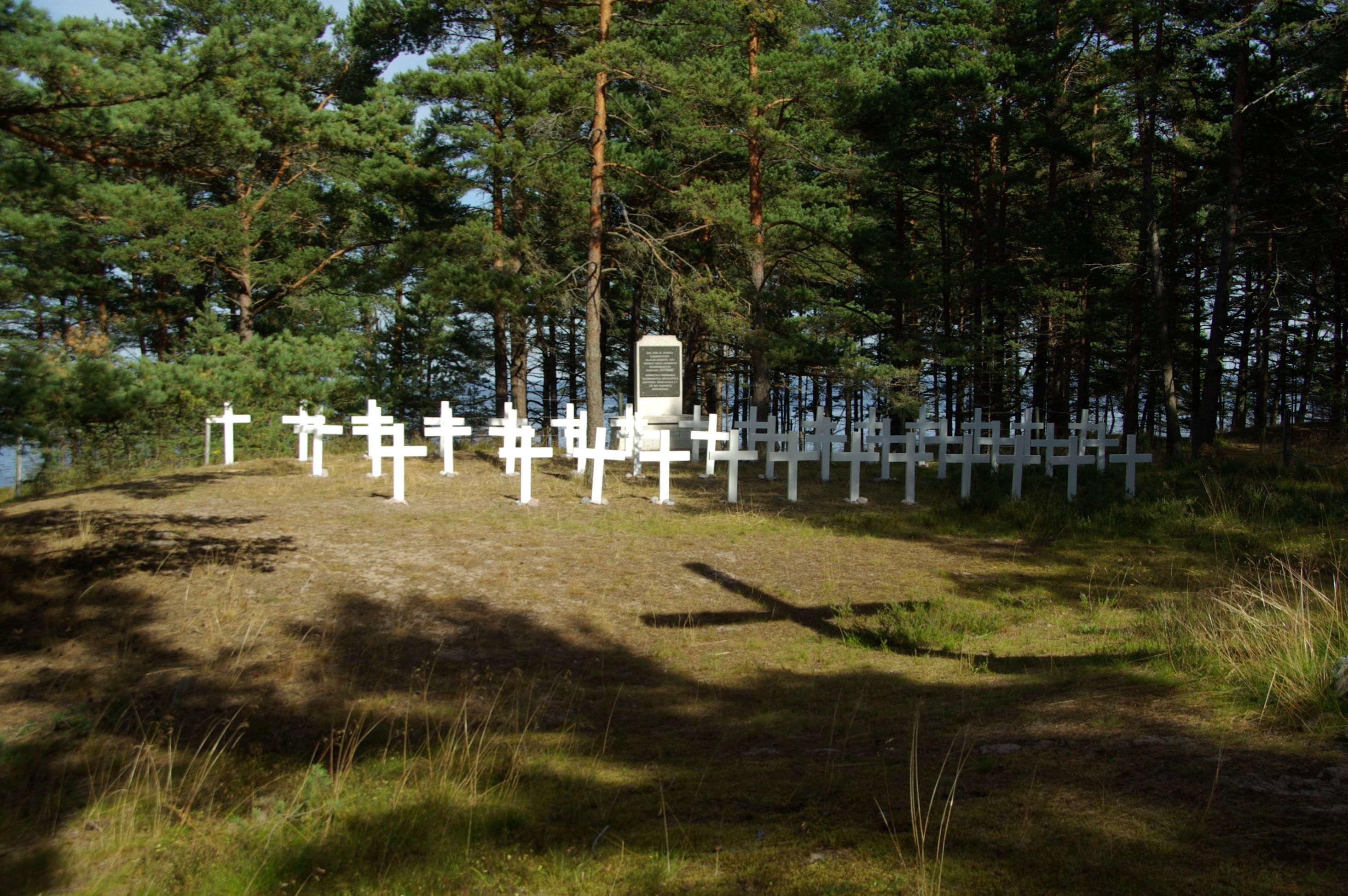
Lloc commemoratiu de l'Eestirand
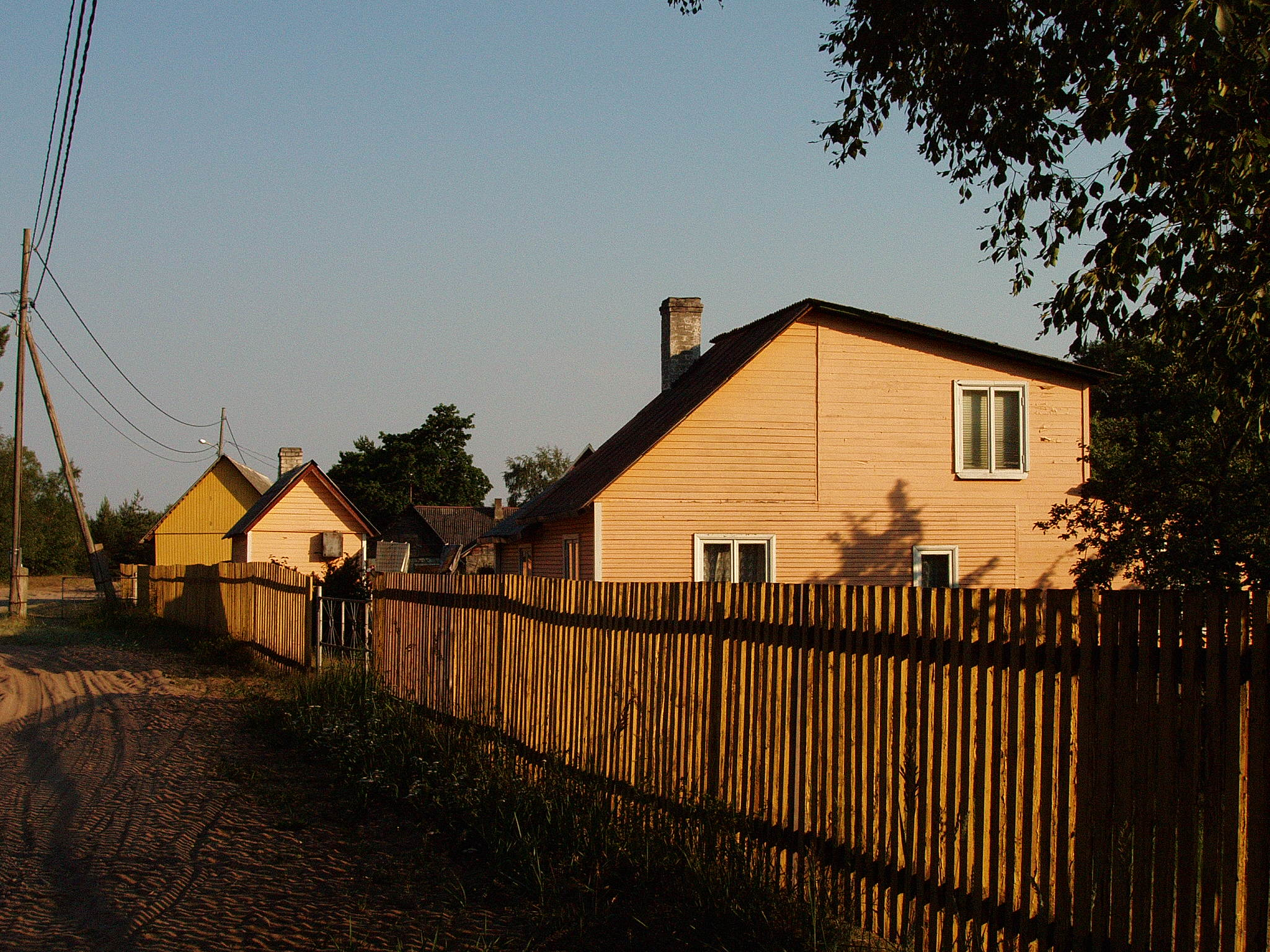
Edificis a Prangli
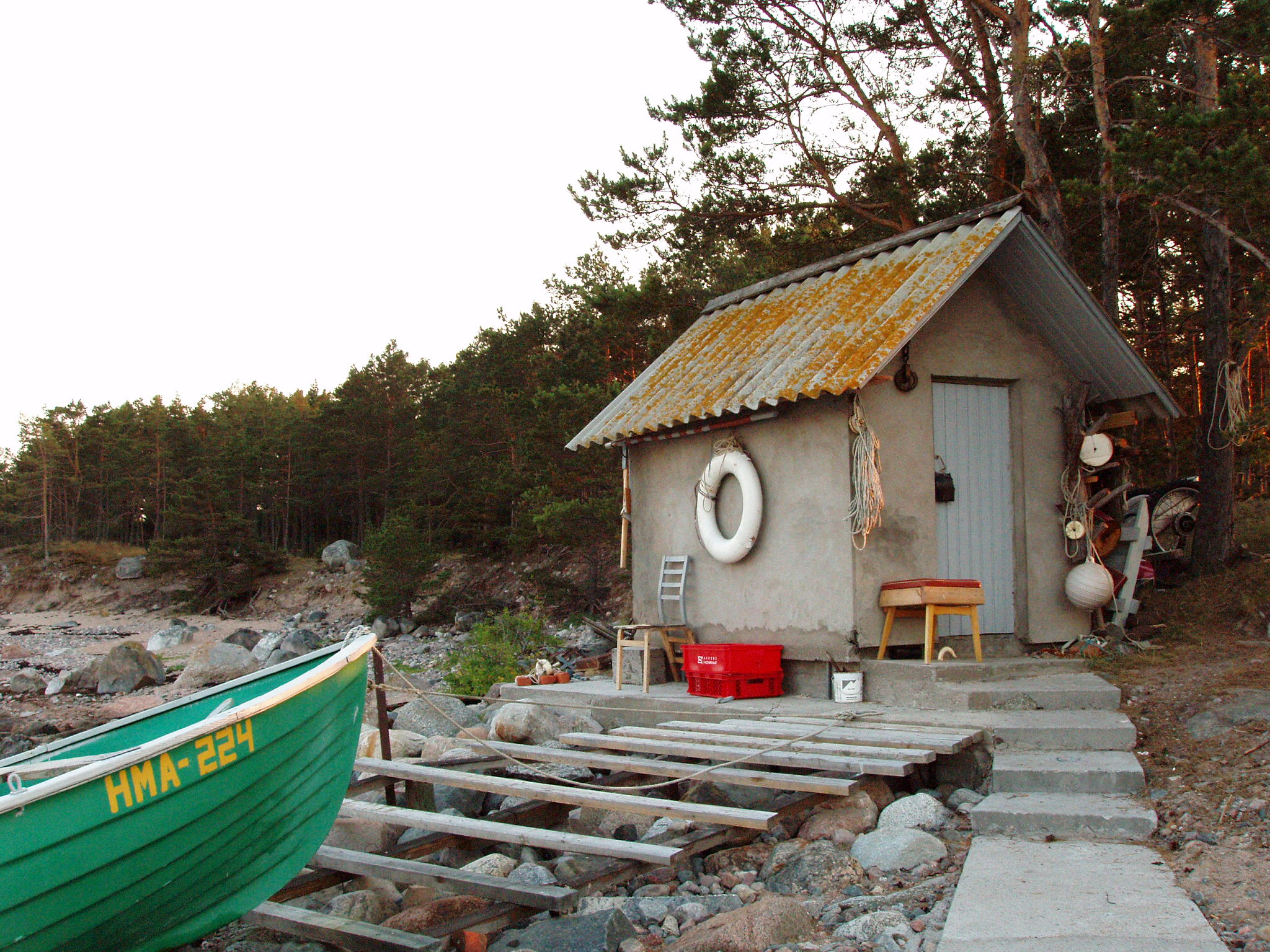
Cabana
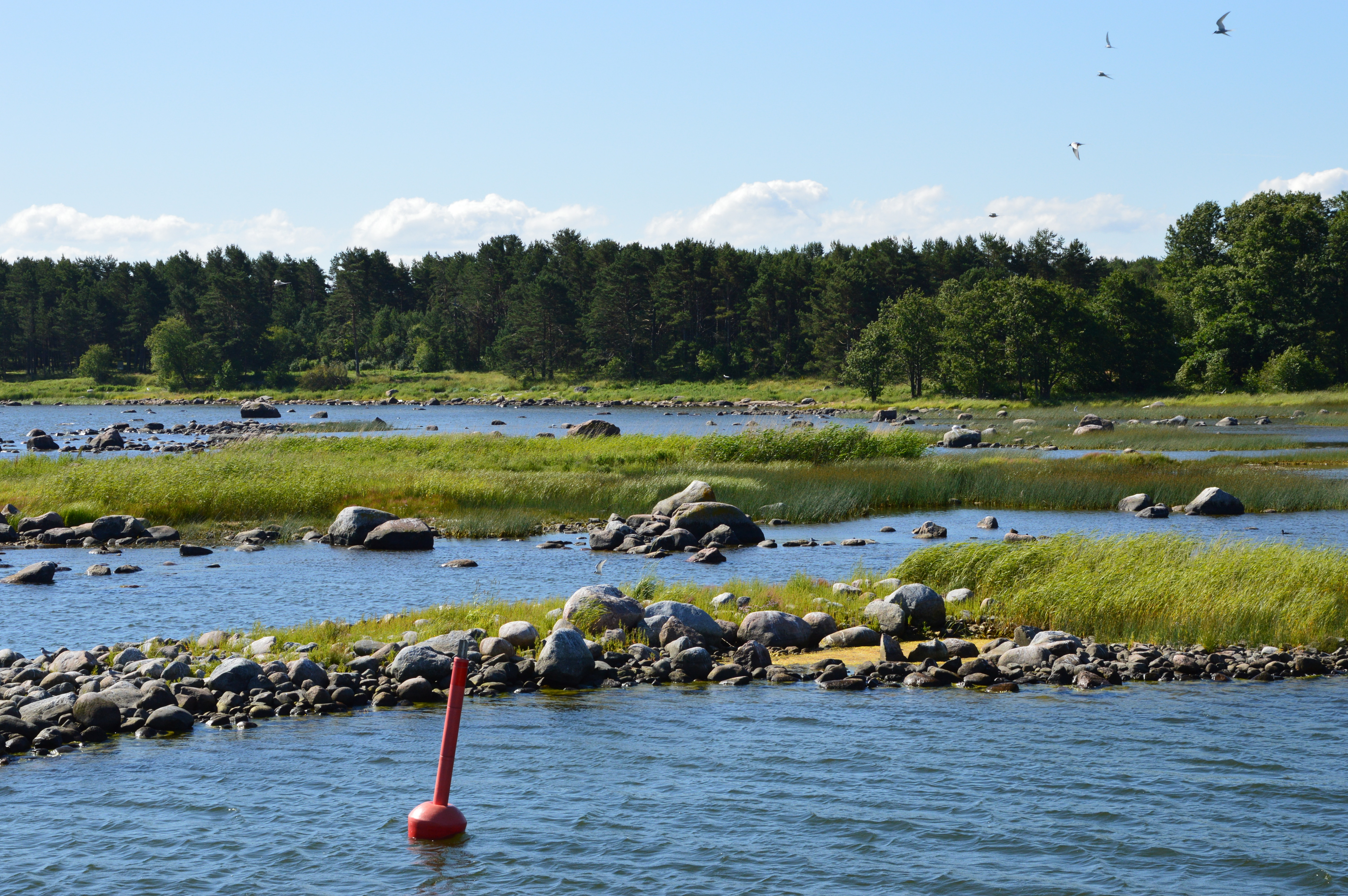
Costa